# Пьон Усок
У цьому корейському імені прізвище (Пьон) стоїть перед особовим ім'ям.
Пьон Усок (кор.: хангиль: 변우석, ханча: 邊佑錫; нар. 31 жовтня 1991) — південнокорейський актор і модель. Відомий своїми ролями у «Квіткова бригада: Чосонське шлюбне агентство» (2019), «Записки юності» (2020) та «Самогон» (2021–22), а також отримав широке визнання завдяки своїми головними ролями у фільмі «Дівчина XX століття» (2022) та телесеріалі «Сильна жінка Кан Нам Сун» (2023).

## Кар'єра

### 2014—2019: Початок кар'єри
Він отримав популярність у розважальній індустрій, розпочавши з дебюту моделлю у 2014.
У 2016 Усок зробив дебют своєї акторської кар'єри, зобразивши хлопця персонажки Ха Джін в історичній драмі SBS «Любителі місяця: Червоне серце Рьо».
Продовжуючи свою акторську кар'єру, він зіграв другорядну роль драматичному серіалі «Пошук: WWW», що більше утвердило його присутність в індустрії. Того ж року, актор отримав похвалу одразу від критиків і глядачів за свою акторську гру в ролі То Джуна в телесеріалі JTBC «Квіткова бригада: Чосонське шлюбне агентство».

### 2020–наш час: Перехід до головних ролей та зростання популярності
У 2020 Усок отримав головну роль Вон Хе Хьо в телесеріалі tvN «Записки юності», знімаючись разом із Пак Со Дам і Пак Бо Гом.
У 2021 актор отримав роль в історичній драмі KBS2 «Самогон». За виконання ролі Лі Пхьо, бунтарського крон-принца, йому вручили нагороду «Найкращий новий актор» на Премії KBS драма 2022. У тому ж році, Усок отримав свою першу головну роль у фільмі «Дівчина XX століття», зобразивши Пхун Ун Хо. Прем'єра фільму відбулася в 2022 і фільм отримав значну популярність як на вітчизняному, так і на закордонному ринку.
У 2022 він отримав ще одну пропозицію зіграти головну роль у фільму «Споріднена душа», де зіграв персонажа Хам Чін У разом із акторами Кім Да Мі і Чон Со Ні. Фільм у кінотеатрах вийшов у 2023.
19 липня 2023 Усок отримав роль у фентезійній драмі із ковзанням часу каналу tvN, «Кохана бігунка», що є його першою головною роллю на телебаченні разом із Кім Хє Юн. Прем'єра серіалі запланована на 2024.

## Фільмографія

### Кіно
| Рік  | Назва                 | Роль           | Замітки | Прим.  |
| ---- | --------------------- | -------------- | ------- | ------ |
| 2017 | «Бігуни опівночі»     | Шоумен у клубі | Камео   | [ 14 ] |
| 2019 | «Виверження»          | Тілоохоронець  | Камео   | [ 14 ] |
| 2022 | «Дівчина XX століття» | Пхун Ун Хо     |         | [ 15 ] |
| 2023 | «Споріднена душа»     | Чін У          |         | [ 16 ] |

### Телебачення
| Рік       | Назва                                                | Роль                        | Замітки                  | Мережа  | Прим.  |
| --------- | ---------------------------------------------------- | --------------------------- | ------------------------ | ------- | ------ |
| 2016      | «Дорогі мої друзі»                                   | Сон Чон Сік                 | Камео                    | tvN     | [ 17 ] |
| 2016      | «Фея важкої атлетики Кім Бок Чжу»                    | Старший для Чун Хьона       | Камео (серія 16)         | MBC     | [ 4 ]  |
| 2016      | «Любителі місяця: Червоне серце Рьо»                 | Колишній хлопець Ко Ха Джін | Камео (серії 1, 3)       | SBS     | [ 4 ]  |
| 2017      | «Всезнальний погляд на нерозділене кохання: 3 сезон» | Пьон Усок                   |                          | YouTube | [ 18 ] |
| 2017      | «Сцена драми — Менеджер Б і лист кохання»            | Чон То Джін                 |                          | tvN     |        |
| 2017      | «Живи під своїм ім'ям»                               | Асисент Хо Джуна            |                          | tvN     | [ 19 ] |
| 2017      | «Сцена драми — Історія про те, як прямо ходити»      | Чон Мін                     |                          | tvN     | [ 20 ] |
| 2019      | «Офісний годинник 3»                                 | Ха Мін Ґю                   |                          | KOK TV  | [ 21 ] |
| 2019      | «Ласкаво просимо до Вайкікі 2»                       | Юн Со Вон                   | Камео (серія 4)          | JTBC    | [ 22 ] |
| 2019      | «Пошук: WWW»                                         | Ха Мін Ґю                   | Камео (серії 3–5, 7, 16) | tvN     | [ 23 ] |
| 2019      | «Квіткова бригада: Чосонське шлюбне агентство»       | То Джун                     |                          | JTBC    | [ 24 ] |
| 2020      | «Записки юності»                                     | Вон Хе Хьо                  |                          | tvN     | [ 25 ] |
| 2021–2022 | «Самогон»                                            | Лі Пхьо                     |                          | KBS2    | [ 26 ] |
| 2023      | «Сильна жінка Кан Нам Сун»                           | Рю Сі О                     |                          | JTBC    | [ 27 ] |
| 2024      | «Кохана бігунка»                                     | Рю Сондже                   |                          | tvN     | [ 13 ] |

### Телевізійні шоу
| Рік       | Назва             | Роль | Замітки | Мережа | Прим.  |
| --------- | ----------------- | ---- | ------- | ------ | ------ |
| 2017–2018 | «Кохання кожного» | Себе |         | tvN    | [ 28 ] |

### Як ведучий
| Рік  | Назва              | Роль | Замітки          | Прим.  |
| ---- | ------------------ | ---- | ---------------- | ------ |
| 2015 | «Пан Чхю: Сезон 1» | Себе | Головний ведучий | [ 29 ] |
| 2016 | «Пан Чхю: Сезон 2» | Себе | Головний ведучий | [ 30 ] |
| 2017 | «Пан Чхю: Сезон 3» | Себе | Головний ведучий |        |

### Поява в музичних відео
| Рік  | Назва                                                   | Виконавець | Тривалість | Прим.  |
| ---- | ------------------------------------------------------- | ---------- | ---------- | ------ |
| 2014 | «Sweet» (Brand New Mix) (달아요) (разом із Verbal Jint) | Ліна Пак   | 3:55       | [ 31 ] |

## Нагороди та номінації
| Церемонія нагородження | Рік  | Категорія                                    | Номінант / Робота     | Результат | Прим.  |
| ---------------------- | ---- | -------------------------------------------- | --------------------- | --------- | ------ |
| Премія мистецтв Пексан | 2023 | Найкращий акторський дебют (чоловіки) — Кіно | «Дівчина XX століття» | Номінація | [ 32 ] |
| Кінопремія Буїль       | 2023 | Найкращий акторський дебют (чоловіки)        | «Дівчина XX століття» | Номінація | [ 33 ] |
| Премія «Великий дзвін» | 2023 | Найкращий акторський дебют (чоловіки)        | «Споріднена душа»     | Номінація | [ 34 ] |
| Премія KBS драма       | 2022 | Нагорода за популярность (актори)            | «Самогон»             | Номінація | [ 35 ] |
| Премія KBS драма       | 2022 | Найкращий новий актор                        | «Самогон»             | Перемога  | [ 36 ] |

### Рейтингові списки
| Видавець | Рік  | Назва списку                                                           | Місце | Прим.  |
| -------- | ---- | ---------------------------------------------------------------------- | ----- | ------ |
| «Сіне21» | 2021 | Нові актори, які очолять Корейську індустрію відеоконтенту у 2022 році | 5-те  | [ 37 ] |

## Виноски
1. ↑  Пьон Усока згадано разом із Кім Сон Хо[en], Ві Ха Чжуном, Сон Каном, Роуном, Лі Чун Йоном[en]